# Roxanna Panufnik
Roxanna Panufnik (ur. 24 kwietnia 1968) jest brytyjską kompozytorką polskiego pochodzenia. Jest córką kompozytora i dyrygenta Sir Andrzeja Panufnika oraz jego drugiej żony Camilli z domu Jessel.
Panufnik urodziła się w Londynie. Uczęszczała do Bedales School, a następnie studiowała w Królewskiej Akademii Muzycznej. Jest autorką wielu utworów, w tym opery, balety, utwory teatru muzycznego, utwory chóralne, kompozycje kameralne oraz muzyki filmowej i telewizyjnej, które są regularnie wykonywane na całym świecie.
Wśród jej najczęściej wykonywanych dzieł jest Msza Westminsterska, zamówiona dla Westminster Cathedral Choir z okazji 75 urodzin Kardynała Hume'a, The Music Programme, opera na milenijny sezon Polskiej Opery Narodowej, która miała swoją brytyjską premierę na BOC Covent Garden Festival, oraz oprawa na głosy solowe i orkiestrę Beastly Tales Vikrama Setha – pierwsza z nich została zamówiona przez BBC dla Patricii Rozario i City of London Sinfonia. Wszystkie trzy Tales są dostępne na płycie.
Panufnik szczególnie interesuje się muzyką świata; niedawnym zwieńczeniem tego był Abraham, koncert skrzypcowy zamówiony przez Savannah Music Festival dla Daniela Hope'a, zawierający muzykę chrześcijańską, islamską i żydowską. Został on następnie przekształcony w uwerturę, zamówioną przez Światową Orkiestrę dla Pokoju i wykonany po raz pierwszy w Jerozolimie pod batutą Walerego Gergijewa.
Niedawno miała premierę jej oratorium Dance of Life (po łacinie i estońsku), zawierające jej czwartą oprawę mszalną, na wiele tallińskich chórów i orkiestrę filharmoniczną w Tallinie (zamówione z okazji objęcia przez nią funkcji Europejskiej Stolicy Kultury 2011). Jej Four World Seasons dla skrzypaczki  Tasmin Little miała swoją premierę z London Mozart Players, i była transmitowana na żywo w BBC Radio 3, 2 marca 2012 r, w ramach programu Music Nation BBC Radio 3 z okazji Igrzysk Olimpijskich 2012.
Garsington Opera zamówiła operę ludową Silver Birch, autorstwa Panufnik. W Garsington Opera odbyła się światowa premiera 28 lipca 2017 roku. Razem z librettem pisarki Jessiki Duchen, to święto muzyki, dramatu, poezji i tańca zgromadziło 180 wykonawców, z lokalnych szkół i społeczności, współpracujących z profesjonalnymi solistami, Pinewood Group i Garsington Opera Orchestra. Wydarzenie było kierowane przez Karen Gillingham, Creative Director programu Learning & Participation Programme w Garsington Opera, a dyrygował Douglas Boyd, dyrektor artystyczny Garsington Opera. Opera była zainspirowana ponadczasowymi tematami wojny, i relacji na które ona wpływa, odwołuje się do wierszy Siegfrieda Sassoona i świadectwo brytyjskiego żołnierza, który niedawno służył w Iraku, aby zilustrować ludzkie tragedie konfliktów z przeszłości i teraźniejszości.
W latach 2012–2015 Panufnik była inauguracyjnym współkompozytorem zespołu London Mozart Players.
Jest wiceprezesem Joyful Company of Singers. W 2023 roku Panufnik została ogłoszoną jedną z kompozytorów, który stworzy nowy utwór na koronację Karola III i Kamili.

## Wybrane utwory
- Westminster Mass (1997), zamówiona na 75. urodziny kardynała Basila Hume'a, wykonana w maju 1998 w katedrze Westminster
- Powers & Dominions (2001), Concertino na harfę i orkiestrę
- Inkle i Yarico (1996), rekonstrukcja sztuki antyniewolniczej z XVIII wieku
- Program muzyczny (1999), opera kameralna na zamówienie Opery Narodowej (na podstawie powieści Paula Micou )
- Beastly Tales (2001/2), na sopran i orkiestrę
- I Dream'd, jeden z dziewięciu utworów chóralnych tworzących girlandę dla Lindy ku pamięci Lindy McCartney
- The Upside Down Sailor, stworzone we współpracy z Richardem Stilgoe
- Spirit Moves, kwintet dla Fine Arts Brass Ensemble
- Private Joe, utwór na baryton Nigela Cliffe'a i kwartet smyczkowy Schidlof
- Odi et Amo, balet dla London Musici i Rambert Dance Company
- Olivia, kwartet smyczkowy dla Maggini Quartet, z opcjonalnym chórem dziecięcym
- Love Abide (2006), utwór na chór, mezzosopran, organy, harfę i smyczki zamówiony przez Choral Arts Society of Philadelphia z okazji 25-lecia instytucji
- Wild Ways (2008), utwór na chór i shakuhachi zamówiony przez Nonsuch Singers i Kiku Day
- So Strong Is His Love (2008) utwór na chór i kwartet zamówiony przez Waltham Singers na 25. rocznicę ich dyrygenta Andrew Fardell'a
- All Shall Be Well (2009), kolęda adwentowa zamówiona przez Exultate Singers na 20. rocznicę upadku muru berlińskiego
- The Call (2010), kolęda adwentowa zamówiona przez St John's College w Cambridge
- Magnificat (2012), utwór na chór zamówiony przez Exultate Singers
- Nunc Dimittis (2012), utwór na chór zamówiony przez Exultate Singers
- The Song of Names (2012), utwór na chór i orkiestrę kameralną zamówiony przez The Portsmouth Grammar School na Remembrance Day
- Silver Birch (2017), opera ludowa zamówiona przez Garsington Opera
- A Cradle Song (2017), utwór na chór i organy zamówiony przez Royal Choral Society
- Wierna podróż, Msza za Polskę (2018, s. Katowice, 9.11.18)